# Zum zum zum/Sacumdì sacumdà
Zum zum zum/Sacumdì sacumdà è il 93° singolo di Mina, pubblicato dopo metà ottobre del 1968 su vinile a 45 giri dall'etichetta privata dell'artista PDU e distribuito dalla Durium.

## Il disco
Esiste in versione promo e, a lati invertiti, anche per jukebox; di entrambe è evitata la vendita al pubblico.
La versione francese (EMI/Pathé C006-91150) ha le tracce invertite e copertina diversa.
Le due canzoni sono contenute nell'album Canzonissima '68 e in ciascuna l'arrangiatore dirige la sua orchestra.

## Zum zum zum
Popolarissima marcetta, sigla di apertura della trasmissione Canzonissima 1968, in cui veniva eseguita in coro dagli 81 cantanti in gara. Curiosamente il filmato non cambiava nel corso delle varie puntate, mentre il regolamento della competizione prevedeva l'eliminazione settimanale dei concorrenti. Questo fatto, insieme alle statiche riprese degli artisti immobili e raggruppati quasi sempre in quadrati con un numero variabile di file, valse alla sigla il soprannome di cimitero degli elefanti.
Mina l'aveva già cantata, in versione diversa, il 29 aprile dell'anno prima a Sabato sera (video nel DVD Gli anni Rai 1967 Vol. 6, parte del cofanetto monografico in 10 volumi pubblicato da Rai Trade e GSU nel 2008). Quando successivamente decise di inciderla, era ormai stata preceduta da Sylvie Vartan, che ne fece un suo successo personale arrivando al primo posto nella classifica settimanale dei singoli tra la fine del '68 e l'inizio del 1969 (24º posto annuale nelle vendite), benché la primadonna di Canzonissima fosse proprio Mina (la cui versione invece avvicinerà soltanto le prime venti).
La canzone ha una metrica melodica talmente orecchiabile e nota da prestarsi ai più disparati utilizzi parodistici semplicemente modificando il testo del brano.

Nella quarta puntata (19 ottobre 1968) dello spettacolo, gli stessi Mina, Walter Chiari e Paolo Panelli, ne hanno fatto un simpatico "centone musicale" (Gli anni Rai 1968 Vol. 4).
Il brano, eseguito da Valter Brugiolo (il popolare bambino biondo vincitore della 9ª edizione dello Zecchino d'Oro (1967) con la famosa canzone Popoff), fa parte del film musicarello di Bruno e Sergio Corbucci Zum Zum Zum - La canzone che mi passa per la testa (1968), con Little Tony, e del suo sequel Zum Zum Zum n. 2 - Sarà capitato anche a voi (1969) del solo Bruno e ancora con Little Tony protagonista.

## Sacumdì sacumdà
Primo testo scritto da Paolo Limiti appositamente per Mina, su un brano di Carlos Imperial intitolato Nem vem que não tem, già inciso dal cantante brasiliano Wilson Simonal nel 1967.
Canzone difficile da eseguire per le continue scale che obbligano la voce a continui saliscendi come se il pezzo fosse un provino canoro. Racconta ironicamente il negoziato tra la protagonista e il Diavolo per il classico patto che questa volta si risolve in un nulla di fatto. Brano particolare del repertorio minore di Mina, in seguito rivalutato.
Prima televisiva e assoluta nella settima puntata (9 novembre 1968) di Canzonissima (reperibile sul DVD Gli anni Rai 1968 Vol. 4 del citato cofanetto), è stato riproposto nella dodicesima del 14 dicembre (Gli anni Rai 1968 Vol. 3).
Il pezzo inizialmente incontrò la censura di un funzionario RAI, riguardo alla figura del diavolo di cui si parla nel testo, ma alla fine passò indenne e venne utilizzato anche in due caroselli Barilla diretti da Antonello Falqui (1969) e Valerio Zurlini. Quest'ultimo, registrato all'esterno degli studi della Vides di Roma, è famoso per la simulazione dell'inferno evocato nel testo, per cui furono bruciate delle grandi sagome modellate sul profilo della cantante che Mario Ceroli aveva realizzato per uno spot precedente.
Due anni dopo sarà incisa da Mina in lingua originale portoghese nell'album Mina canta o Brasil (1970).
È nota anche una cover di Brigitte Bardot in francese dal titolo Tu veux, tu veux pas.

## Tracce
Lato A
1. Zum zum zum – 2:41 (testo: Antonio Amurri – musica: Bruno Canfora; edizioni musicali Curci)

Lato B
1. Sacumdì sacumdà (Nem vem que não tem) – 2:33 (testo: Paolo Limiti – musica: Carlos Imperial; edizioni musicali Melodi)